# SN 2006Y
SN 2006Y – supernowa typu II odkryta 3 lutego 2006 roku w galaktyce A071317-5141. W momencie odkrycia miała maksymalną jasność 17,70m.